# France 4
Pour l’article homonyme, voir FR4.
France 4 est une chaîne de télévision généraliste française de service public principalement destinée au jeune public, succédant à Festival le 31 mars 2005. Elle appartient au groupe France Télévisions.
La chaîne diffuse principalement des séries d'animation, séries jeunesse, magazines éducatifs mais également des spectacles vivants, œuvres cinématographiques, magazines musicaux et littéraires ainsi que ponctuellement, des évènements sportifs. La ligne éditoriale de France 4 repose sur deux programmations distinctes: une programmation pour les enfants via la marque Okoo ainsi qu'une programmation culturelle et artistique, reprenant la grille de programme de la chaîne Culturebox, ayant occupé antérieurement ce canal, de mai 2021 à juin 2025.
Elle est retransmise sur la TNT, le satellite, le câble, la télévision IP et le Web. Elle est également disponible dans certains pays limitrophes et ses programmes sont partiellement repris par TV5 Monde.
Sa couleur d'identification au sein des télévisions publiques est le violet et cette teinte se retrouve sur l'ensemble de son habillage d'antenne.

## Historique de la chaîne

### Festival (1996-2005)
Le 24 juin 1996, la chaîne Festival, dédiée à la fiction, est lancée. Elle est détenue par France 2 (28 %), France 3 (28 %), le britannique Carlton Communications (28 %), La Sept-Arte (11 %) et l'américano-néerlandais Regency Monarchy (5 %).
En avril 2002, le gouvernement utilise le droit de priorité du service public pour demander des canaux sur la future télévision numérique terrestre française pour ses chaînes de télévision France 2, France 3, France 5, Arte et La Chaîne parlementaire. Il réserve également trois canaux supplémentaires pour des services de télévision numérique régionale édités par France 3, ainsi que deux sociétés provisoirement dénommées « La chaîne de rediffusion » et « La chaîne d'information continue ». Mais en décembre 2003, le nouveau gouvernement renonce à deux de ces canaux et attribue le dernier à la chaîne Festival. Le cahier des charges de cette dernière est fixé par un décret du 29 mars 2005.

### France 4 (depuis 2005)
Le 31 mars 2005, la chaîne est lancée en même temps que la TNT sous le nouveau nom de France 4, après avoir failli s'appeler France 8 ou France Prime. Elle prend ainsi la place laissée libre entre France 3 et France 5 et se voit attribuer la couleur violette (ou pourpre), en complément du rouge de France 2, du bleu de France 3, du vert de France 5 et du orange de France Ô. Détenue à 89 % par France Télévisions et à 11 % par Arte, elle bénéficie d'un budget de 16 millions d'euros. Sa mission est de divertir avec de la fiction (films ou séries télévisées), du spectacle vivant (musiques) et du sport,,.
En janvier 2009, Arte cède les 11 % qu'elle possède dans le capital de France 4 à l'autre actionnaire, France Télévisions, pour un montant de 4 620 000 euros.
La loi no 2009-258 du 5 mars 2009 transforme au 4 janvier 2010 France Télévisions en une entreprise commune, société nationale de programme, par fusion-absorption de la quarantaine de sociétés composant jusqu'alors un holding. France 4, comme ses chaînes sœurs, est désormais directement éditée par France Télévisions. De plus, la loi entérine la suppression de la publicité du service public entre 20 h et 6 h, déjà effective depuis le 5 janvier 2009. Les programmes de première partie de soirée débutent désormais à 20 h 35 au lieu de 20 h 50 auparavant,.
Le 27 mars 2012, France Télévisions annonce avoir signé un accord avec les professionnels du cinéma pour lever l'interdiction de diffusion de films français et européens le mercredi soir sur France 4 en échange d'une hausse des investissements dans la production cinématographique française et européenne.
Le 13 octobre 2012, France 4 et le département « Nouvelles Écritures » de France Télévisions lancent Studio 4.0, une plateforme dédiée à la web-fiction. Elle doit servir de laboratoire pour les jeunes auteurs, réalisateurs et producteurs du monde entier. Les programmes sont soit des coproductions comme Les Opérateurs et Le Visiteur du futur, soit des acquisitions comme Out with Dad et Gigi almost American. Studio 4.0 compte atteindre 450 épisodes de web-séries la première année et les programmes les plus populaires sont diffusés à la télévision sur France 4,.
Le 31 mars 2014, France 4 se repositionne en tant que chaîne jeunesse hybride. Elle s'adresse en journée aux enfants avec des dessins animés et des programmes courts d'actualité et en soirée aux adolescents avec des séries et des magazines,.
En septembre 2016, la chaîne change de nouveau de ligne éditoriale pour se recentrer sur la famille. Si en journée les programmes s'adressent toujours aux enfants avec des dessins animés, la soirée doit rassembler les parents et les enfants autour de programmes intergénérationnels.

#### Fin envisagée
Dès 2017, avant même que l'idée d'une suppression de France 4 ne soit avancée, le ministère de la Culture envisage déjà de cantonner la chaîne à une diffusion seulement numérique.
Le 4 juin 2018, dans le cadre d'une grande réforme de l'audiovisuel public, la ministre de la Culture Françoise Nyssen annonce que le canal no 14 de la TNT doit être « libéré » par France Télévisions, permettant à l'État « d'investir dans l'offre à la demande qui correspond à un usage en pleine expansion, notamment chez les jeunes » déclare-t-elle. Cette déclaration acte la mort de la chaîne de télévision France 4 avant 2020,, au profit d'une offre numérique donc, destinée aux plus jeunes téléspectateurs,. La question de la fin de France 4 semble déjà se poser au sein de l'opinion publique, de la presse et même du gouvernement, quelques mois auparavant. Cette décision a cependant déclenché de nombreuses protestations, auteurs et producteurs d'animation s'inquiétant d'un risque d'affaiblissement de l'offre d'animation française.
En outre, cette suppression pourrait avoir pour conséquence de faire passer la chaîne France Info sur le canal no 14 de la TNT, en concurrence frontale directe avec BFM TV (canal no 15) et CNews (canal no 16), en vue d'améliorer sa visibilité et son audience. Néanmoins, un article des Échos publié en mai 2019 explique que selon plusieurs sources, « le calendrier n'est pas figé. Il faudra attendre que la plate-forme numérique soit suffisamment puissante pour arrêter la diffusion hertzienne ». Fin 2019, France Télévisions lance la marque Okoo, avec une plateforme web destinée aux enfants de 3 à 12 ans. Elle remplace également les marques jeunesse Ludo et Zouzous et diffuse ses programmes sur la télévision linéaire (France 3, France 4, France 5 et La 1re). Déclinée en application mobile et sur france.tv, il est prévu à terme que la nouvelle offre jeunesse remplace France 4 après son arrêt. En janvier 2020, le site du journal Le Monde annonce que les chaînes France 4 et France Ô disparaîtront le 9 août 2020.
Durant le premier confinement dû à la pandémie de Covid-19 débuté en mars 2020, France 4 subit un changement complet de programme pour permettre un soutien scolaire quotidien aux élèves, de l'école élémentaire au lycée. Cette programmation, La Maison Lumni, permet à la chaîne d'obtenir de bons scores d'audience, atteignant plus d'un million de téléspectateurs en mars en moyenne pour l'émission consacrée aux plus jeunes, soit 16 % de part d'audience. Cette nouvelle utilité de France 4 remet en cause sa disparition prévue et ce, jusqu'au ministère de la Culture. Delphine Ernotte communique au ministère qu'en cas de maintien de la chaîne, les programmes ludo-éducatifs sont maintenus.
En août 2020, la ministre de la Culture Roselyne Bachelot annonce un sursis d'un an et l'arrêt de la diffusion de France 4 est alors fixé au 20 août 2021, d'après un décret paru le 14 août 2020. Elle évoque la raison du « contexte sanitaire incertain » car la chaîne va diffuser des programmes scolaires après la sortie de l'école, à la rentrée, ou en journée, en cas de reconfinement. Après l'annonce de son année de sursis, France 4 décide de mettre l'accent, à la rentrée de septembre, sur des programmes éducatifs.
En janvier 2021, un rapport intitulé « mission flash » est remis à l'Assemblée nationale par deux députés en faveur de la sauvegarde de France 4, Béatrice Piron (LREM) et Maxime Minot (LR), chargés d'étudier l'offre jeunesse sur les antennes du service public télévisuel. Ce rapport juge « qu’une chaîne dédiée à la jeunesse est un acquis précieux pour la télévision publique » et reprend l'ensemble des arguments de ceux soutiennent le maintien de France 4.
À partir du 3 mai 2021, la chaîne éphémère Culturebox, lancée le 1er février 2021 sur le canal no 19 et dont l'arrêt initialement prévu fin avril 2021, devient une chaîne à mi-temps avec France 4, occupant ainsi le canal no 14 en soirée à partir de 20 h 10. Cet arrangement est alors prévu jusqu'au 20 août 2021, date de fermeture de France 4.
En mai 2021, plus d'une quarantaine de sénateurs, élus de tous bords, appellent le gouvernement à revenir sur sa décision de supprimer la chaîne. Ils insistent sur l'importance de ses programmes pour la jeunesse tout en soulignant que le bénéfice économique d'une suppression serait dérisoire.

#### Maintien de la chaîne
Le 18 mai 2021, le président de la République Emmanuel Macron, annonce dans un tweet que France 4 continue finalement d'émettre, saluant son rôle éducatif au cours de la pandémie de Covid-19. Emmanuel Macron dit souhaiter que la chaîne poursuive un double objectif : jeunesse en journée et culture en soirée.
Après la publication du décret gouvernemental modifiant le cahier des charges de France Télévisions en raison du maintien de France 4, le Conseil supérieur de l'audiovisuel a estimé qu'« aucun motif ne s’opposait à l’attribution d’une ressource radioélectrique » au groupe public, « en vue de la diffusion à temps complet et en haute définition du service France 4 en métropole ». Les décisions relatives à l’arrêt de France 4 sont, de fait, abrogées.
À partir du 20 août 2021, la chaîne prend un nouveau départ. La chaîne temporaire Culturebox partageant le canal no 14 avec France 4 depuis le 3 mai 2021 s'arrête quant à elle. Toutefois, la marque culturelle de France Télévisions, toujours dénommée Culturebox, continue à diffuser ses programmes sur France 4 en soirée ainsi que sur la plateforme france.tv. Ainsi, depuis le 30 août 2021, la programmation de France 4 s'articule autour de deux marques de France Télévisions : Okoo en journée à partir de 5 h et Culturebox en soirée à partir de 21 h jusqu'au 6 juin 2025, fin de Culturebox.
En mai 2022, un article d'Arrêt sur images a pointé du doigt la chaîne, en raison de sa programmation composée de principalement de rediffusion d'émissions jeunesses, la désignant comme « la chaîne fantôme presque sauvée par Macron ». L'article met aussi en évidence le faible budget accordé à la chaîne et les cures d'austérité du groupe France Télévisions.

#### Regroupement avec les autres chaînes France Télévisions
À la suite de l'annonce du départ de Canal+ après sa décision de ne plus émettre sur la TNT nationale, l'Arcom prend le 13 janvier 2025 la décision d'attribuer à France 4, à partir du 6 juin 2025, le canal no 4 laissé vacant de manière à regrouper les chaînes publiques ensemble, lui permettant une avancée de dix nombres dans la numérotation des chaînes, tandis que CNews récupère le canal no 14 lui étant attribué depuis sa création.

## Identité graphique

### Habillages et logos

#### 2005-2018
À sa création le 31 mars 2005, France 4 se voit attribuer la couleur violette, en complément du rouge de France 2, du bleu de France 3, du vert de France 5 et de l'orange de France Ô. Son logo est similaire à ceux des autres chaînes du groupe conçus par l'agence Gédéon : un trapèze de couleur violette avec le chiffre « 4 » en blanc positionné à l'intérieur le long du côté droit. L'habillage est conçu par l'agence Aart Design et s'articule autour du logo et de la couleur de la chaîne. La chaîne se démarque du reste du groupe en utilisant sa propre police d'écriture.
Le 7 avril 2008, le logo de France 4 évolue avec l'ajout d'un effet en 3D. Si le logo en 3D apparait à l'antenne, l'ancien en 2D reste toujours utilisé pour les imprimés de la chaîne.
Début 2009, France 4 adopte un nouvel habillage conçu par l'agence Dream On. Les jingles pub mettent en scène quatre jeunes sosies dans des scènes de la vie quotidienne. Ils donnent à la chaîne un positionnement décalé, conforme à sa cible : les 15-34 ans.
Le 27 mars 2010,les bandes-annonces de la chaîne sont modifiées par l'agence Dream On, à l'occasion des cinq ans de la chaîne. Elles consistent, d'une part à gauche, en une fenêtre de la forme d'un 4 laissant apparaître des images des programmes et d'autre part à droite, en un espace pour l'annonce du programme et l'animation d'un petit objet en rapport.
Le 19 septembre 2011, France 4 met en place une nouvelle identité graphique. Pour la première fois, le logo est incliné à 12,2° et placé au centre de l'écran. Les bandes-annonces utilisent cette inclinaison du logo, tandis que les jingles pub sont des créations graphiques abstraites. La chaîne met en place des badges ou pastilles aux couleurs pop pour identifier les différents types de programmes et labellisent les événements,.
Le 31 mars 2014, à l'occasion du repositionnement éditorial de la chaîne, cette dernière adopte un nouvel habillage de l'agence Gédéon. L'écran est coupé en deux horizontalement et des images à priori sans liens apparaissent sur chaque moitié de l'écran, créant un décalage visuel. Les téléspectateurs peuvent proposer à la chaîne leur propre création à l'aide d'une application Web. Le logo est de nouveau positionné droit.

Premiers logos de France 4 (2005-2018)
Logo de France 4 du 31 mars 2005 au 7 avril 2008
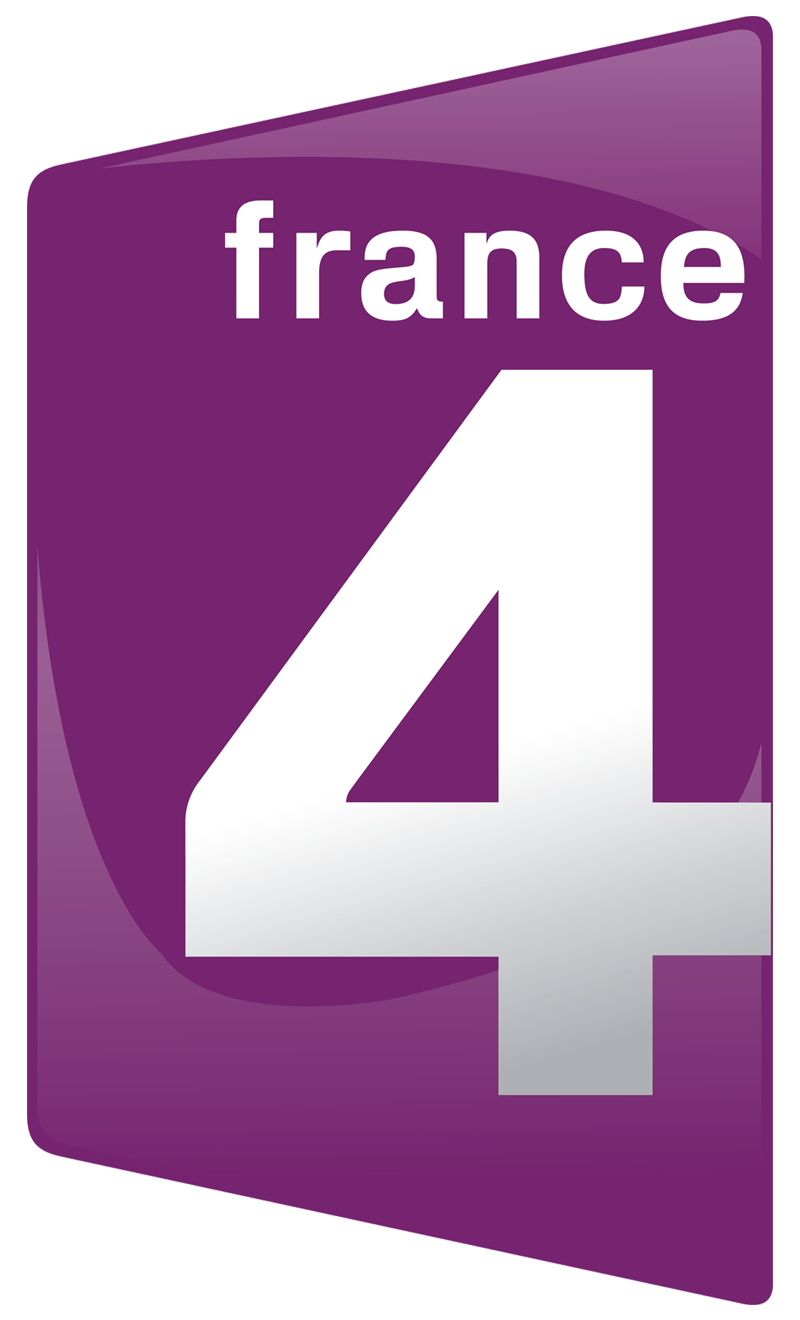
Logo de France 4 du 7 avril 2008 au 19 septembre 2011
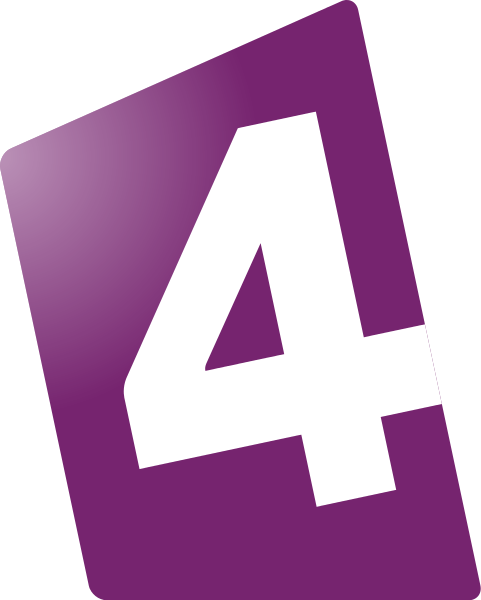
Logo de France 4 du 19 septembre 2011 au 31 mars 2014
Logo de France 4 du 31 mars 2014 au 29 janvier 2018

#### Depuis 2018
Le 8 décembre 2017, France Télévisions dévoile le nouveau logo de France 4. Pour accompagner l’évolution de la chaîne et le renouvellement de ses programmes, France 4 se dote d’un nouvel habillage et d’une nouvelle signature conçue par l'agence Publicis. Le nouveau slogan de la chaîne « 4 fois plus ensemble » se décline par exemple en « 4 fois plus de ♥♥ » si nous parlons d'Une saison au zoo ou de « 4 fois plus en forme » si nous soutenons un programme sportif.
Le 29 janvier 2018, juste après la dernière apparition du générique antenne, le nouveau logo et le nouvel habillage apparaissent. Des nouveaux jingles pubs, représentant 4 objets organisés autour de saynètes, font leur apparition dès 6 h 20, juste avant Ludo.
Le 6 juin 2025, tandis que ses chaînes sœurs gardent leurs jingles tout en incorporant l'identité graphique de la plateforme France.tv, France 4 en obtient alors de nouveaux, jouant sur le chiffre 4 qui lui sert désormais de canal. Chaque jingle commence à l'intérieur d'une fente créée par la forme du 4 avant de le révéler en son entièreté sur un fond abstrait avec divers motifs ou images[réf. nécessaire].

Deuxième logo de France 4 (2018-)
Logo de France 4 depuis le 29 janvier 2018.
Logo alternatif de France 4 depuis le 29 janvier 2018.

### Slogans
- Mars 2005 : « Le plaisir avant tout. »
- Février 2011 : « Stimulant sans arômes artificiels. »
- Septembre 2011 : « Elle n'a pas fini de vous surprendre. »
- Octobre 2012 : « L'esprit positif. »
- Octobre 2014 : « Ça déchaîne. »
- Janvier 2018 : « 4 fois plus ensemble. »

## Organisation

### Dirigeants de France 4
France 4 est présidée depuis sa création le 31 mars 2005 par le président-directeur général de France Télévisions. Depuis janvier 2013 et la suppression du poste de directeur général, la chaîne est dirigée par le directeur de l'antenne et des programmes.
Présidents-directeurs généraux
- PDG de France Télévisions depuis le 31 mars 2005.

Directeurs généraux
- Philippe Chazal : 31 mars 2005 - 26 septembre 2005[52] ;
- Hayet Zeggar : 26 septembre 2005 - 8 avril 2008[53] ;
- Claude-Yves Robin : 8 avril 2008 - octobre 2010[54] ;
- Emmanuelle Guilbart : octobre 2010 - janvier 2013[55],[56].

Directeurs de l'antenne et des programmes
- Yves Bigot : 26 septembre 2005 - 10 avril 2006[53] ;
- Bruno Gaston : 10 avril 2006 - 26 novembre 2010[57] ;
- Intérim des directeurs délégués : 26 novembre 2010 - 17 janvier 2011[58] ;
- Vincent Broussard : 17 janvier 2011 - juin 2012[59] ;
- Sandrine Roustan : juin 2012 - 22 octobre 2013[60] ;
- Tiphaine De Raguenel : depuis le 22 octobre 2013[60].

### Capital
À sa création le 31 mars 2005, France 4 est une société nationale de programme publique détenue à 89 % par France Télévisions et à 11 % par Arte. À partir de janvier 2009, elle est détenue à 100 % par France Télévisions.
Le 4 janvier 2010, elle perd son statut de société pour devenir une simple chaîne éditée par la nouvelle entreprise commune, France Télévisions, dont le capital est détenu à 100 % par l'État Français via l'Agence des participations de l'État (APE).

### Missions
Les missions de France 4 sont précisées dans le cahier des charges de France Télévisions, fixé par le décret no 2009-796 du 23 juin 2009 modifié par Décret no 2021-785 du 19 juin 2021.

« France 4 est la chaîne de la jeunesse, de la famille, de la culture et notamment du spectacle vivant.
En journée, la programmation Okoo a pour vocation de s'adresser aux enfants, aux jeunes et à leurs parents en contribuant à renforcer le lien entre ces générations. Elle accorde une place privilégiée aux programmes français et particulièrement aux œuvres françaises d'animation. Ses programmes favorisent notamment l'éveil, la curiosité et l'apprentissage de la citoyenneté en conjuguant approche éducative et divertissement.
En soirée, la programmation Culturebox est principalement composée de spectacles vivants dans toute leur diversité (spectacles de théâtre, danse, opéras, ballets, concerts, festivals, etc.). Elle peut également comporter des manifestations, magazines, documentaires et divertissements culturels ainsi que des œuvres cinématographiques d'art et d'essai. »

— Article 3 du décret no 2009-796 du 23 juin 2009.

### Siège
France 4 se situe au siège de France Télévisions, au 7 esplanade Henri-de-France dans le 15e arrondissement de Paris.

## Programmes
À partir du 31 mars 2014, la chaîne est axée sur la jeunesse en journée et des programmes pour jeunes adultes en soirée. Elle reste cependant une mini-généraliste, diffusant des films, spectacles, documentaires, concerts, rencontres sportives, magazines d'informations et émissions de divertissement. En 2016, la programmation en soirée est recentrée sur la famille.
France 4 diffuse des spectacles, comme le festival du rire de Montreux et des concerts, via son émission Monte le son !. Elle retransmet également de nombreux événements sportifs, seule ou en complément des autres chaînes de France Télévisions, comme le Challenge européen de rugby à XV, le Championnat de France féminin de football, les Championnats d'Europe masculin de basket-ball et de volley-ball, la Coupe Davis, la Coupe du monde féminine de rugby à XV, le Tournoi des Six Nations féminin et des moins de 20 ans, le Rallye Dakar et les Jeux olympiques d'été et d'hiver (depuis 2012 (sauf 2024), l'intégralité de leurs versions paralympiques).
La chaîne a diffusé plusieurs magazines d'informations comme Grand Central, L'Autre JT, On n'est plus des pigeons !, Questions de génération et T'as tout compris et de nombreuses émissions de divertissement telles que Dussart surveille la télé, On achève bien l'info et Touche pas à mon poste !. Elle a également diffusé des jeux télévisés comme Fidèles au poste ! et Qui chante le plus juste ?, ainsi que des séries documentaires tels que Global Resistance, Médecins de demain et Une saison au zoo.
Depuis 2020, la chaîne diffuse une série jeunesse nommée Askip. Ce programme suit le quotidien de collégiens, avec six filles et six garçons d'une classe de 4e jouant les rôles des collégiens.
Au printemps 2020, durant la période de confinement liée au Covid-19 en France et dans le cadre de l'opération « Nation apprenante » initiée par le ministère de l'éducation nationale, France 4 annonce la diffusion en direct de cours réalisés par des professeurs de l’Éducation nationale à partir du 23 mars 2020,.

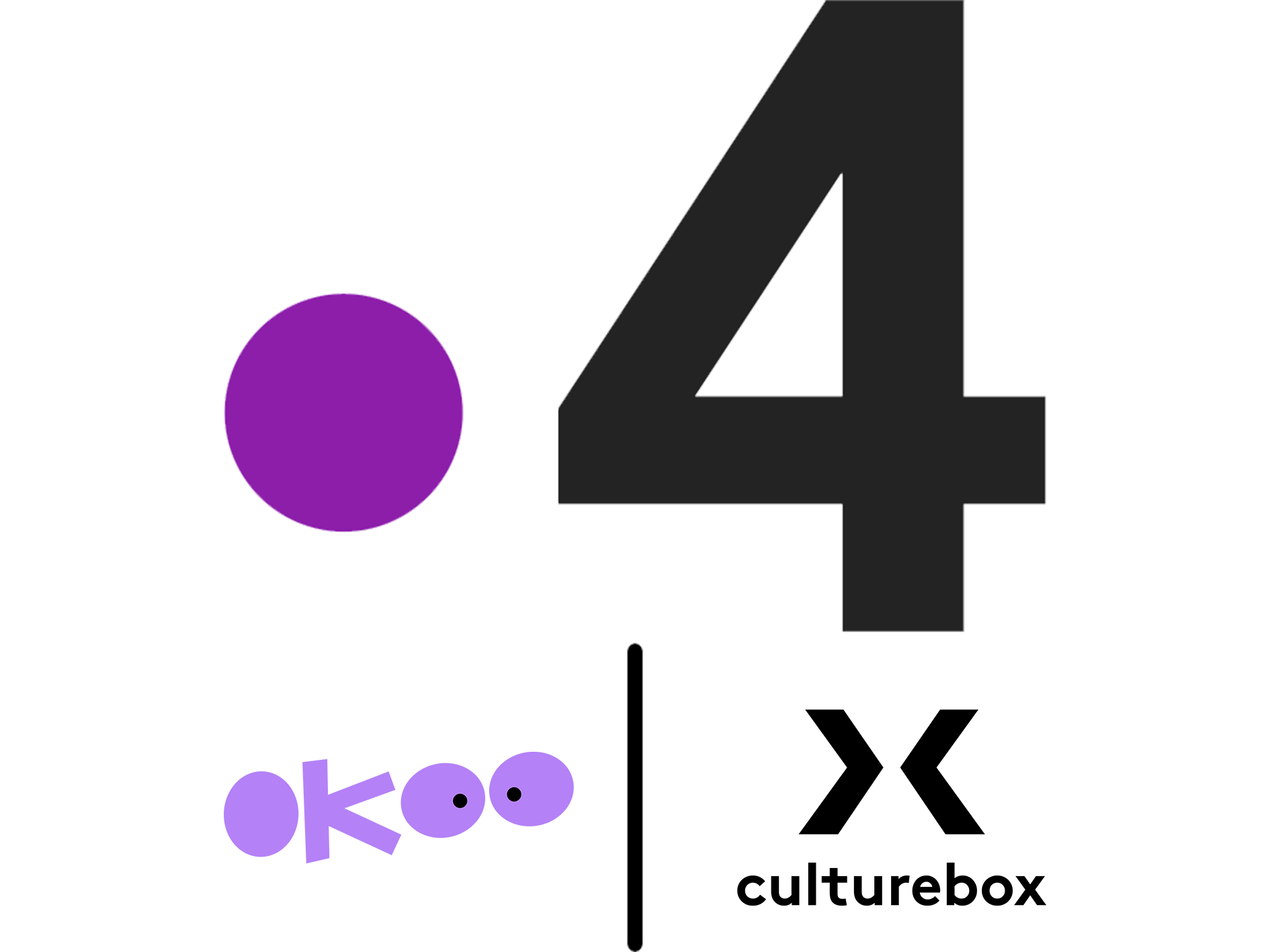
France 4 partage ses programmes entre Okoo et Culturebox.

Le 3 mai 2021, la chaîne est réorganisée et structurée autour de deux blocs de programmes distincts :
- Okoo, qui a pour vocation de s'adresser aux enfants et à la famille, diffusé entre 5 h et 21 h ;
- Culturebox, principalement composé de spectacles vivants et documentaires, diffusé entre 21 h et 5 h.

France 4 continue par ailleurs la diffusion ponctuelle d'événements sportifs via la marque France.tv Sport.
Du 26 août 2024 au 5 juin 2025, la diffusion d'Okoo sur France 4 débute à partir de 5 h et s'achève à 21 h tous les jours. Deux nouveaux programmes à destination des familles sont mis en place en fin de semaine : 
- Fort Boyard, chaque vendredi, avec des rediffusions des émissions de la dernière saison diffusée sur France 2 puis des saisons précédentes
- Samedi soirée en famille, chaque samedi, avec des programmes spéciaux et des soirées thématiques. La première a lieu le 31 août avec une soirée autour des séries de l'univers Lego[69].

Depuis le 6 juin 2025, la diffusion d'Okoo sur France 4 débute à partir de 5 h et s'achève à 19 h le dimanche pour laisser place a un programme artistique tel que des concerts ou des performances artistiques. Durant la nouvelle saison du programme Intervilles diffusé sur France 2 le jeudi soir, France 4 rediffuse l'émission précédente a la place du créneau du Fort Boyard. Son arrivée sur le canal 4 est aussi marquée par le retour à la rentrée du programme Les Maternelles dans sa nouvelle forme de 19 h 40 à 21 h quotidiennement.

## Présentation

### Présentateurs
- Daphné Burki (depuis 2021)
- Raphäl Yem (depuis 2021)
- Faustine Bollaert (depuis 2017)
- Chrystelle Canals (depuis 2017)[source secondaire souhaitée]
- Alex Goude (depuis 2017)
- Juliette Sonet (depuis 2018)
- Nagui (2005-2011; depuis 2025)

### Anciens présentateurs
- Frédérique Bangué (2005-2007)
- Claire Barsacq (2013-2016)
- Stéphane Basset (2012-2013)
- Yassine Belattar (2009-2010)
- Patrice Boisfer (2012)
- Thierry Dugeon (2012)
- Éric Dussart (2012-2013)
- Louise Ekland (2009-2012)
- Baptiste Etchegaray (2014-2015)
- Samuel Étienne (2008-2010)
- Justine Fraioli (2011-2013)
- Florian Gazan (2012-2013)
- Élodie Gossuin (2011-2012)
- Bruno Guillon (2012)
- Cyril Hanouna (2008-2012)
- Penelope de la Iglesia (2014-2016)
- Chakib Lahssaini (2011-)
- Gaël Leforestier (2011-2012)
- Pierre Lescure (2012-2014)
- David Lowe (2017-2018)
- Enora Malagré (2010-2012)
- Maxime Martin (2014)
- Patrick Montel (2005-2007)
- Arnaud Muller (2014-2016)
- Fred Musa (2006-2007)
- Peggy Olmi (2005-2006)
- François Pécheux (2011)
- Ali Rebeihi (2012-2013)
- Anne-Gaëlle Riccio (2007-2010)
- Laurent Ruquier (2010)
- Amanda Scott (2014)
- Charline Vanhoenacker (2015)

## Audience

### Audience globale
D'après Médiamétrie, en 2016, France 4 est la 12e chaîne de télévision la plus regardée de France avec une part d'audience moyenne annuelle de 1,9 %.
En cinq ans, la chaîne multiplie par cinq sa part d'audience moyenne annuelle, passant de 0,4 % en 2007 à 2,1 % en 2012. Elle est alors la 11e chaîne nationale de France en termes d'audience, ex æquo avec NT1. Puis, elle voit son audience fortement baisser jusqu'à 1,6 % en 2014 et tombe à la 15e place,. Les années suivantes, elle voit son audience augmenter et atteindre 1,9 % en 2016, se plaçant à la 12e place,.
De mai à août 2021, l'audience de France 4 chute en raison de l'arrivée de la chaîne temporaire Culturebox sur son canal. En effet, cette dernière n'étant pas comptabilisée par Médiamétrie, les audience du canal no 14 ne sont plus mesurées entre 20 h 10 et 5 h. À partir de fin août 2021, date de l'arrêt de la chaîne temporaire Culturebox, l'audience des programmes diffusés en soirée est à nouveau mesurée.
De janvier 2022 à mai 2025, l'audience de France 4 n'est plus mesurée.
En juin 2025, l'audience de France 4 est mesurée à nouveau, à noter par ailleurs qu'il s'agit du premier mois pour France 4 sur le canal 4 de la TNT.
|      | Janvier                                           | Février                                           | Mars                                              | Avril                                             | Mai                                               | Juin   | Juillet | Août   | Septembre | Octobre | Novembre | Décembre | Moyenne annuelle | Rang |
| ---- | ------------------------------------------------- | ------------------------------------------------- | ------------------------------------------------- | ------------------------------------------------- | ------------------------------------------------- | ------ | ------- | ------ | --------- | ------- | -------- | -------- | ---------------- | ---- |
| 2005 |                                                   |                                                   |                                                   |                                                   |                                                   |        |         |        |           |         |          |          |                  |      |
| 2006 |                                                   |                                                   |                                                   |                                                   |                                                   |        |         |        |           |         |          |          |                  |      |
| 2007 |                                                   |                                                   |                                                   |                                                   | 0,4 %**                                           | 0,5 %  | 0,5 %   | 0,6 %  | 0,5 %     | 0,4 %** | 0,5 %    | 0,6 %    | 0,4 %**          | 12e  |
| 2008 | 0,6 %                                             | 0,6 %                                             | 0,7 %                                             | 0,8 %                                             | 0,9 %                                             | 0,8 %  | 0,9 %   | 0,9 %  | 0,9 %     | 1,1 %   | 1,1 %    | 1,1 %    | 0,9 %            | 13e  |
| 2009 | 1,0 %                                             | 1,0 %                                             | 1,0 %                                             | 1,0 %                                             | 1,1 %                                             | 1,0 %  | 1,0 %   | 1,0 %  | 1,0 %     | 1,2 %   | 1,2 %    | 1,3 %    | 1,1 %            | 14e  |
| 2010 | 1,4 %                                             | 1,4 %                                             | 1,6 %                                             | 1,7 %                                             | 1,7 %                                             | 1,6 %  | 1,5 %   | 1,5 %  | 1,6 %     | 1,7 %   | 1,7 %    | 1,8 %    | 1,6 %            | 12e  |
| 2011 | 1,7 %                                             | 1,7 %                                             | 1,8 %                                             | 1,8 %                                             | 2,0 %                                             | 2,1 %  | 2,0 %   | 2,1 %  | 2,0 %     | 1,9 %   | 2,0 %    | 2,3 %*   | 2,0 %            | 12e  |
| 2012 | 2,3 %*                                            | 2,2 %                                             | 2,0 %                                             | 2,0 %                                             | 2,3 %*                                            | 2,2 %  | 2,0 %   | 2,2 %  | 2,1 %     | 2,0 %   | 2,0 %    | 1,9 %    | 2,1 %*           | 11e  |
| 2013 | 1,7 %                                             | 1,6 %                                             | 1,6 %                                             | 1,7 %                                             | 2,0 %                                             | 1,9 %  | 1,8 %   | 1,8 %  | 1,7 %     | 1,9 %   | 1,7 %    | 1,7 %    | 1,8 %            | 14e  |
| 2014 | 1,7 %                                             | 1,6 %                                             | 1,7 %                                             | 1,5 %                                             | 1,6 %                                             | 1,5 %  | 1,6 %   | 2,1 %  | 1,6 %     | 1,5 %   | 1,3 %    | 1,4 %    | 1,6 %            | 15e  |
| 2015 | 1,5 %                                             | 1,6 %                                             | 1,6 %                                             | 1,7 %                                             | 1,7 %                                             | 1,7 %  | 1,8 %   | 1,8 %  | 1,8 %     | 1,9 %   | 1,6 %    | 1,9 %    | 1,7 %            | 14e  |
| 2016 | 1,9 %                                             | 1,9 %                                             | 1,9 %                                             | 2,0 %                                             | 2,0 %                                             | 1,7 %  | 2,0 %   | 2,1 %  | 1,8 %     | 2,0 %   | 1,8 %    | 1,9 %    | 1,9 %            | 12e  |
| 2017 | 1,9 %                                             | 1,8 %                                             | 1,7 %                                             | 1,7 %                                             | 1,8 %                                             | 2,0 %  | 2,1 %   | 1,9 %  | 1,8 %     | 1,7 %   | 1,5 %    | 1,5 %    | 1,8 %            | 14e  |
| 2018 | 1,7 %                                             | 1,7 %                                             | 1,6 %                                             | 1,6 %                                             | 1,7 %                                             | 1,6 %, | 1,6 %,  | 1,8 %  | 1,6 %,    | 1,6 %,  | 1,4 %    | 1,5 %    | 1,6 %            | 15e  |
| 2019 | 1,7 %                                             | 1,6 %                                             | 1,6 %                                             | 1,6 %                                             | 1,7 %                                             | 1,6 %, | 1,6 %,  | 1,7 %  | 1,6 %     | 1,7 %   | 1,6 %    | 1,5 %    | 1,6 %            | 15e  |
| 2020 | 1,6 %                                             | 1,4 %                                             | 1,3 %                                             | 1,2 %                                             | 1,1 %,                                            | 1,1 %, | 1,3 %,  | 1,3 %, | 1,1 %     | 1,0 %   | 0,8 %    | 0,9 %    | 1,2 %            | 20e  |
| 2021 | 0,9 %                                             | 1,0 %                                             | 0,9 %                                             | 1,0 %                                             | 0,4 %**                                           | 0,7 %  | 0,8 %   | 0,9 %  | 0,7 %,    | 0,7 %,  | 0,7 %,   | 0,8 %    | 0,8 %            | 24e  |
| 2025 | Audience non mesurée de janvier 2022 à juin 2025, | Audience non mesurée de janvier 2022 à juin 2025, | Audience non mesurée de janvier 2022 à juin 2025, | Audience non mesurée de janvier 2022 à juin 2025, | Audience non mesurée de janvier 2022 à juin 2025, | 1,1%   | 1,1%    |        |           |         |          |          |                  |      |

Source : Médiamétrie
Légende :

* : maximum historique.
** : minimum historique.
Meilleur score mensuel de l'année.
Pire score mensuel de l'année.

### Records d'audience
Le 18 septembre 2011, France 4 réalise son record d'audience historique en diffusant la finale France-Espagne du championnat d'Europe de basket-ball 2011. Elle est en tête des chaînes de la TNT avec 1,9 million de téléspectateurs, soit 6,6 % de part de marché. Ce record est battu trois mois plus tard, le 20 décembre 2011, avec la diffusion du film Alvin et les Chipmunks de Tim Hill qui attire 2,13 millions de téléspectateurs, soit 7,5 % de part de marché. Le 8 février 2014, elle bat de nouveau son record avec la compétition de ski acrobatique des Jeux olympiques d'hiver de 2014 qui est suivie par 2,27 millions de téléspectateurs, soit 11,8 % de part de marché,.
| Date              | Programme                                                                | Genre  | Téléspectateurs | Part de marché (%) |
| ----------------- | ------------------------------------------------------------------------ | ------ | --------------- | ------------------ |
| 8 février 2014    | Jeux olympiques d'hiver de 2014 (Ski acrobatique)                        | Sport  | 2 266 000       | 11,8               |
| 13 août 2014      | Coupe du monde féminine de rugby à XV 2014 (Demi-finale : France-Canada) | Sport  | 2 150 000       | 10,2               |
| 20 décembre 2011  | Alvin et les Chipmunks de Tim Hill                                       | Cinéma | 2 125 000       | 7,5                |
| 28 octobre 2013   | Thor de Kenneth Branagh                                                  | Cinéma | 2 049 000       | 7,5                |
| 18 septembre 2011 | Championnat d'Europe de basket-ball 2011 (Finale : France-Espagne)       | Sport  | 1 900 000       | 6,6                |

## Diffusion
France 4 est diffusée sur la télévision numérique terrestre, le câble, le satellite, la télévision IP et en streaming. Comme les autres chaînes publiques de France Télévisions et conformément à la loi no 86-1067 du 30 septembre 1986, les distributeurs de télévision en France ont l'obligation de la reprendre gratuitement dans leurs offres. La chaîne peut également être reçue dans des pays limitrophes : la Belgique, le Luxembourg, Monaco et la Suisse. De plus, ses programmes sont en partie repris par la chaîne francophone internationale TV5 Monde.
La chaîne émet en français depuis le 31 mars 2005. Elle est diffusée au format 16/9 depuis le 3 juillet 2008.

### Numérique terrestre
France 4 est diffusée en clair sur le multiplex R1 de la télévision numérique terrestre (TNT) au standard MPEG-4 (HDTV) depuis le 5 avril 2016. Elle repasse temporairement en SDTV entre le 1er février et le 12 mai 2021 pour faire de la place à Culturebox, la chaîne culturelle éphémère de France Télévisions et lui permettre d'émettre en HDTV sur le multiplex R1. À partir de son lancement et jusqu'à cette évolution technique de 2021, sa télédiffusion exploite le format MPEG-2 en simple définition SDTV, sur le multiplex R1 du 31 mars 2005 au 13 septembre 2007 et sur le multiplex R2 du 13 septembre 2007 au 5 avril 2016. En France d'outre-mer, la chaîne est diffusée sur le multiplex ROM1 de la TNT au standard MPEG-4 (SDTV) depuis le 30 novembre 2010.

### Câble
France 4 est diffusée sur le réseau câblé de SFR. En France d'outre-mer, elle est disponible sur les réseaux de SFR Caraïbe et Zeop.
Dans les autres pays francophones, elle est diffusée sur les réseaux câblés belge (SFR Belux, Telenet Group, Voo), luxembourgeois (SFR Belux), monégasque (MC Cable) et suisse (Naxoo, UPC Suisse).

### Satellite
France 4 est diffusée sur satellite via les bouquets Canal, Fransat, TNT Sat, Bis Télévisions et les offres satellites de La TV d'Orange et de SFR TV. En France d'outre-mer, elle est disponible dans les offres de Canalsat Caraïbes, Canalsat Calédonie, Canalsat Réunion, Parabole Maurice, Parabole Réunion et Tahiti Nui Satellite.
Dans les autres pays francophones, elle est diffusée par l'opérateur belge et luxembourgeois TéléSAT.
Jusqu'en 2016, la chaine est diffusée en clair sur le satellite Eutelsat 5 West A.

### Internet
France 4 est diffusée en streaming sur le site internet de la chaîne et sur le service de télévision de rattrapage france.tv. Elle est également disponible via la télévision IP sur la Freebox TV, La TV d'Orange, le Bouquet TV de SFR, la Bbox (Bouygues) et la Wibox. En France d'outre-mer, elle est accessible dans les offres de Mediaserv, SFR Caraïbe et Zeop.
Dans les autres pays francophones, elle est diffusée par les opérateurs belge (Proximus TV), luxembourgeois (POST Luxembourg) et suisse (Swisscom TV). Elle est également disponible au Portugal sur le réseau Meo depuis 2019.